# Gabriel Possenti
Gabriel Possenti, właśc. wł. Francesco Possenti  (ur. 1 marca 1838 w Asyżu, zm. 27 lutego 1862 w Isoli del Gran Sasso w Abruzji) – włoski pasjonista (CP), święty Kościoła katolickiego.

## Życiorys
Urodził się w elitarnej wielodzietnej rodzinie. Ojciec Franciszka, Sante Possenti, był gubernatorem Państwa Kościelnego (dzisiejsze środkowe Włochy).
W wieku 4 lat Franciszek stracił matkę (Agnese Frisciotti). W latach 1841–1856 uczył się w Spoleto (gdzie przeprowadził się z ojcem i braćmi), najpierw w Instytucie Braci Szkolnych, później w kolegium jezuickim. W szkole nazywano go il damerino, co oznacza „bawidamka” z uwagi na jego zamiłowanie do zabaw i polowania.
Mając 18 lat (1856), ku zdziwieniu wszystkich i wobec sprzeciwu ojca, wstąpił do Zgromadzenia Męki Pańskiej  (wł. Passionisti a Morrovalle, Macerata) przyjmując imię Gabriel od Matki Bożej Bolesnej. Tu, mimo choroby, rozpoczął nowicjat i studiował teologię oraz filozofię. 22 września 1857 złożył śluby zakonne w Isola del Gran Sasso. Był oddany modlitwie, Najświętszemu Sakramentowi i Matce Bożej.
Uważany jest za bohatera, który ocalił Isola del Gran Sasso przed spaleniem przez okupacyjne wojsko pod dowództwem Józefa Garibaldiego.
Zmarł tamże, mając zaledwie 24 lata, na gruźlicę.

## Kult
Beatyfikacja i kanonizacja
Jego kult potwierdził Pius X 14 maja 1905, a następnie beatyfikował go 31 maja 1908. Uroczystości odbyły się najpierw w Watykanie, w obecności kardynałów, później w Rzymie wśród zaproszonych pasjonistów i przedstawicieli wszystkich prowincji zgromadzenia. Wśród gości znaleźli się m.in. kierownik duchowy i spowiednik św. Gabriela, o. Norbert, CP oraz cudownie uzdrowiony za wstawiennictwem świętego, Signor Dominico Tiberi.
Wolą Leona XIII i Piusa X było, aby pasjoniści wspominali bł. Gabriela 31 maja.
Kanonizacji bł. Gabriela dokonał Benedykt XV 13 maja 1920 roku.
Patronat
W 1959 został wybrany na patrona Akcji Katolickiej i ogłoszony głównym patronem Abruzji.

Patronuje również studentom i księżom.
Dzień obchodów
Wspomnienie liturgiczne w Kościele katolickim obchodzone jest w dzienną pamiątkę śmierci.
Relikwie
Jego relikwie znajdują się w Sanktuarium św. Gabriela w Isoli, a jego grób otaczany jest szczególnym kultem i miejscem pielgrzymek, zwłaszcza młodzieży.
W 2010 roku relikwie św. Gabriela (kawałek żebra) zostały sprowadzone do parafii św. Mateusza na warszawskiej Białołęce przez pracujących w tej parafii Pasjonistów.